# Аричаванк
Аричаванк (арм. Հառիճավանք) или Сурб Аствацацин (Пресвятой Богородицы) —  армянский средневековый монастырский комплекс XIII века, издревле известный как Арич (Хартич/Артич)

## Исторический очерк
Древнейшая постройка комплекса относится к VII веку — это церковь св. Григория построенная под архитектурным влиянием церкви Мастара. Сохранились также руины однонефной церкви V века. Центр архитектурного комплекса составляют 2 церкви и притвор — гавит. Главная церковь Сурб Аствацацин (Богородицы) построена в 1201 году Иванэ и Закарэ Закарянами. По архитектурe монастырь представоляет собой крестообразную купольную залу с 4 двухэтажными приделами, купольный барабан украшен резными колоннами. Церковь украшает двадцатигранный барабан с тройными колонками на гранях. Этот стиль позже был развит в храме Гандзасар. Kрестообразные фасады церкви украшены богатым орнаментом, рельефами сирина с женской головой с короной, голубей и т. д., а на западной щипце помещен каменный макет храма. Надпись на карнизе левой части восточного фасада гласит: «Господи, помилуй потрудившихся. Аминь». Князем Ваграмом Хечупом был пристроен также притвор (до 1224 г.), который включает в себя северную ветвь церкви Григория. Руины другого притвора находятся на южной части церкви Григория.
С 1850 года церковь Аричаванк являлась летней резиденцией Эчмиадзинского католикоса.
Как отмечает Гeогpaфичeско-стaтистичecкий cлoваpь Рoссийcкой Импepии» изданный в 1865 году, во время праздника Троицы в монастырь стекалось огромное количество паломников
- Исторический плакат

## Галерея
- Изображение 1872 года
- Церковь Святого Христа Всеспасителя
- Стены церкви
- Внутри церкви
- Внутри церкви
- Внутри церкви
- Церковь Святого Григория Просветителя
- Разрушенная часть церкви
- Часовня
- Духовная семинария